# コトカ (小惑星)
コトカ (2737 Kotka) は小惑星帯にある小惑星。ユルイョ・バイサラがトゥルクで発見した。
フィンランド、南スオミ州の街コトカ に因んで名付けられた。